# علم الإنزيمات
«علم الانزيمات» (بالانجليزيه: Enzymology) هو دراسة الإنزيمات، حركتها، تركيبها ووظيفتها، بالإضافة إلى علاقتها مع بعضها البعض

يتم عرض هيكسوكيناز كسطح معتم مع شق ربط مفتوح واضح بجانب مادة متفاعلة غير منضمة (أعلى) ونفس الإنزيم مع شق أكثر مغلقًا يحيط المادة المتفاعلة المربوطة (أسفل). ائتمان:Thomas Shafee.

في الصورة المجاورة، يتغير شكل الانزيم عن طريق الحث الناتج عن ربط المادة المتفاعله لتشكيل انزيم المادة المتفاعلة المعقده،هيكسوكيناز لديه حركة احتواء كبيرة مستحثة تغلق فوق ركائز أدينوسين ثلاثي الفوسفات وزيلوز، يمثل اللون الازرق مواقع الربط، اللون الاسود المادة المتفاعلة واللون الاصفر يمثل المغنيسوم (العامل المساعد).

## الكيمياء الحيويه
يشمل تصنيف الانزيمات:
- هيدروليز
- كاربوهيدراز
- نوكلياز
- أميداز
- البيورين ديميناز
- ببتيداز
- البروتيني
- استريز
- إنزيمات الحديد
- الانزيمات النحاسية
- الانزيمات الصفراء

## الانزيم
يُسمى «البروتين الكروي الذي يحفز التفاعل الكيميائي البيولوجي بالإنزيم».[1]

## الانزيمات النظرية
العلم "الذي يدرس الانزيمات يسمى علم الانزيمات.[2]

## الكهرومغناطيسه
«إنزيم جديد يتطور حول السوائل العضوية أكثر ملاءمة في ترددات التيراهيرتز. ... يجب أن يستجيب تصميم مثل هذا الميكروفلويديك إلى ميكروفلويديك جيد وتكاثر كهرمغنطيسي، ويجب أن يكون له طابع معقم.» [3]

## الفرضيات
علم الانزيمات من خلال التعبير الجيني المتنوع قد يحمل المفتاح لعكس التعبير الجيني الضار.